# Панюшин, Виктор Михайлович
Виктор Михайлович Панюшин (род. 13 сентября 1958 года, Альметьевск, Татарская АССР, СССР) — российский криминальный авторитет, «вор в законе». В уголовном мире известен под прозвищами «Пан» и «Витя Пан». По версии следствия, в начале 2000-х годов Панюшин создал ОПГ, которая действовала на территории Курской, Орловской и Белгородской областей в период с начала 2000-х по конец 2010-х годов. В 2019 году Виктору Панюшину на территории Российской Федерации было предъявлено обвинение в занятии высшего положения в преступной иерархии, организации азартных игр, разбое, «чёрном риэлторстве» и соучастии в двойном убийстве. По версии следствия, на протяжении почти 20 лет ОПГ Виктора Панюшина занималась насильственными преступлениями на территории Курской области, а в Белгородской — экономическими.

## Биография
О ранних годах жизни Виктора Панюшина известно крайне мало. Родился 13 сентября 1958 года в городе Альметьевск, (Татарская АССР). В конце 1960-х его семья переехала в Курск. В юношеские годы Виктор имел репутацию хулигана в округе и являлся членом из одной молодежных банд. Большую часть своего свободного времени в тот период Панюшин проводил на улице, которая как социально-педагогическая среда сильно повлияла на формирование его личности. Так как он много времени проводил в обществе лиц, ведущих криминальный образ жизни, в начале 1970-х Панюшин начал криминальную карьеру и совершать кражи.

## Криминальная карьера
Впервые Виктор Панюшин был арестован 14 февраля 1975 года в Курске по обвинению в хищении государственного имущества. 25 апреля 1975 года он был признан виновным, после чего Промышленный суд  Курска назначил ему уголовное наказание в виде 2 лет лишения свободы. Как несовершеннолетний, Панюшин попал под амнистию  в связи с провозглашением «Генеральной Ассамблеей ООН» 1975-го года — «международным годом женщин», после чего 23 мая 1975 года Панюшин был освобождён по постановлению Курского областного суда. Через две недели, 8 июня 1975 года он был снова арестован по обвинению в хищении государственного имущества на территории Солнцевского района Курска. 2 сентября 1975 года Солнцевский суд города Курска признал Панюшина виновным и назначил ему уголовное наказание в виде 4 лет лишения свободы. Отбыв свое наказание полностью, Виктор Панюшин вышел на свободу 8 июня 1979 года после чего вернулся в Курск. 27 ноября 1979 года Панюшин снова совершил в Курске кражу государственного имущества. Он был арестован и 18 мая 1980 года приговорен  Промышленным судом Курска к 4 годам лишения свободы. Уголовное наказание Панюшин отбывал в исправительной колонии ИК-4, расположенной недалеко от поселка Уптар (Магаданская область).
26 ноября 1983 года Панюшин вышел на свободу, после чего снова вернулся в Курск, где продолжил вести криминальный образ жизни. В этот период он систематически нарушал правила административного надзора, вследствие чего был арестован и 9 июля 1984 года Промышленным судом Курска был осужден к 1 году исправительных работ. 24 января 1985 года Виктор Панюшин был задержан в Курске по обвинению в совершении нескольких краж. 19 апреля 1985 года он был признан виновным по всем пунктам обвинения, после чего Промышленный суд Курска назначил ему уголовное наказание в виде 6 лет лет лишения свободы. В этот раз наказание Панюшин отбывал в одной из исправительных колоний, расположенных на территории Брянска.
24 апреля 1991 года он вышел на свободу. После распада СССР, Виктор Панюшин создал организованную преступную группировку, которая занималась в Курске рэкетом и вымогательством. 19 февраля 1993 года Панюшин снова был задержан в Курске. Ему было предъявлено обвинение в хищении и незаконном хранении огнестрельного оружия, боевых припасов и взрывчатых веществ. 6 мая 1993 года Панюшин был признан виновным, после чего Ленинский суд города Курск приговорил его к 2 годам лишения свободы. На свободу в очередной раз Панюшин вышел 9 февраля 1995 года, однако уже в мае того же года он был арестован по обвинению в вымогательстве. 30 июля 1996 года Промышленный суд Курска признал его виновным, после чего назначил уголовное наказание в виде 4 лет и 6 месяцев лишения свободы. Отбыв свое уголовное наказание полностью в одной из исправительных колоний на территории Новочеркасска, Виктор Панюшин в очередной раз вышел на свободу 5 ноября 1999 года. 19 сентября 2000 года Виктор Панюшин был коронован в Тамбове, получив статус «вора в законе». В его коронации участвовали воры в законе Плотников, Смыков, Вячеслав Крылов, Серажутдинов, Эдуард Краснов, Кошелев и Александр Загороднев.
В начале 2000-х, по данным следствия, Виктор Панюшин создал организованную преступную группировку со сложной структурой для контроля над преступными элементами в Курской, Белгородской и Орловской областях. В Курской области члены ОПГ Панюшина и связанные с ней криминальные элементы осуществляли насильственные преступления, а в Белгородской —  экономические. По версии следствия, в 2002 году Панюшин наделил особым криминальным статусом Владимира Тебекина в городе Белгород, который в начале 2010-х годов вошел в ближайшее окружение губернатора Белгородской области Евгения Савченко и совместно с его зятем Геннадием Бобрицким вступил с ним в преступный сговор, целью которого был силовой захват крупнейших предприятий на территории Белгородской области против воли его собственников с передачей активов в свою личную собственность, а также крышевание других предпринимателей, которых Тебекин принуждал платить ежемесячно в т.н. «общак». Ряд крупнейших предприятий и рынков на территории Белгородской области были получены членами ОПГ в личную собственность с помощью мошеннических схем. По оценке следствия, только после потери контрольного пакета акций завода «Энергомаш» администрации Белгородской области был нанесен ущерб в 661 миллион рублей.
2 октября 2003 года Виктор Панюшин был задержан сотрудниками правоохранительных органов в Москве по обвинению в хранении наркотиков. Во время ареста у него был изъят пакетик, содержащий дозу героина весом в 0.38 грамм. Во время расследования он содержался в «СИЗО-1 Матросская тишина» и СИЗО-3 на территории города  Серпухов. 8 июня 2004 года Ступинским судом Московской области Панюшин был приговорен к 1 году лишения свободы, но был отпущен из зала на свободу, так как уголовное наказание было поглощено сроком содержания под стражей с момента его ареста 2 октября 2003 года.
В 2005 году Виктор Панюшин получил национальную известность в России, после того, как и.о. директора Федеральной службы исполнения наказаний Владимир Семенюк, выступая на правительственном часе в Госдуме обвинил его в организации массовых беспорядков в колонии общего режима в городе Льгов (Курская область). В ночь на 27 июня 2005 года 361 осужденный, протестуя против жестокого обращения с ними персонала колонии, перерезал себе вены. Начальник областного УИН Виктор Федичев во время расследования заявил,  что бунт был организован извне влиятельными криминальными авторитетами для дестабилизации обстановки в исправительной колонии, которая являлась подконтрольной администрации. Однако доказать причастность к бунту Панюшина правоохранительные органы впоследствии не смогли.
18 мая 2011 года Виктор Панюшин снова был задержан в деревне Кузнецово (Наро-Фоминский район Москвы) сотрудниками полиции. В ходе обыска у него снова был обнаружен пакетик с героином, весом в 1.1 грамм. 9 ноября 2011 года Наро-Фоминский суд признал его виновным, после чего назначил уголовное наказание в виде 1 года лишения свободы. Наказание Панюшин отбывал в СИЗО города Кашира. 17 мая 2012 года отбыв наказание полностью, Виктор Панюшин вышел на свободу, после чего переехал в Грецию, где был задержан 12 октября 2012 года на сходке воров в законе. Никаких обвинений Панюшину предъявлено не было, вследствие чего он остался на свободе. 2 апреля 2014 года Панюшин был задержан в ресторане «Старый фаэтон» на территории Москвы, где проходила сходка воров в законе. На ней обсуждалось решение актуальных проблем и по итогам сходки планировалось назначение смотрящих за следственными изоляторами Москвы. Вместе с Виктором Панюшиным были задержаны еще 7 воров в законе, однако никому из них никаких обвинений предъявлено не было. В сентябре 2014 года Панюшин на территории Московской области участвовал в коронации криминального авторитета Сычева Романа по прозвищу «Рома Казанский», после чего из-за повышенного внимания правоохранительных органов к своей персоне после задержания в ресторане «Старый фаэтон», Виктор Панюшин покинул Россию и перебрался в Украину. В течение нескольких последующих лет он проживал на территории Львова.
17 июля 2017 года Виктору Панюшину заочно было предъявлено обвинение по ст. 210 ч.4 УК РФ (Организация преступного сообщества или участие в нем), после чего он был объявлен в международный розыск. В рамках расследования в розыск также были объявлены «смотрящий» по Курску 33-летний Ярослав Соколов, по кличке «Ярик» и криминальный авторитет Евгений Титов по прозвищу «Тит». В 2019 году против Панюшина также было возбуждено уголовное дело о занятии высшего положения в преступной иерархии (ст. 210.1 УК). Панюшин в течение нескольких месяцев 2019 года подвергался задержанию на территории Киева, Львова и Одессы по обвинению в незаконном пребывании. Каждый раз в конечном итоге Панюшин оказывался на свободе. Из-за разрыва дипломатических отношений между двумя странами он после задержания не был выдан правоохранительным органам Российской Федерации, однако против Панюшина «СНБО» ввёл персональные санкции. 14 мая 2020 расследование одного из уголовных дел против Панюшина было завершено в Курской области. В ходе расследования было установлено, что в период с 21 июня 2012 года по 22 марта 2017-го ОПГ Панюшина организовала несколько подпольных казино с игровым оборудованием на территории Белгорода, а также с помощью мошеннических действий в сфере недвижимости похитила у Белгородцев девять миллионов рублей. Кроме того, на территории Курской области подчиненные Панюшина в ходе выполнения его поручения похитили двух человек, у которых вымогали деньги, подвергая их избиениям и пыткам. Помимо Панюшина, обвинения были предъявлены 12 уроженцам Курска и 7 жителям Белгорода.
29 апреля 2022 года Виктор Панюшин был арестован в Киеве сотрудниками ДСР НП Украины. Он не был осуждён, однако после освобождения ему было предписано покинуть территорию Украину под угрозой возбуждения уголовного дела, после чего Панюшин перебрался на территорию Северного Кипра. Там Панюшин скрывался до 8 октября 2022 год. В тот день он был задержан в ходе стандартной проверки документов. Во время задержания было установлено, что документы Панюшина были поддельными, а он сам находился в республике на нелегальном положении. Сам Панюшин утверждал, что он никаких преступлений не совершал. Согласно его утверждению, на Украине он попал под программу защиты свидетелей, вследствие чего власти Украины выдали ему паспорт на чужое имя и помогли пересечь границу. После ареста в Северном Кипре представители Генеральной прокуратуры РФ начали вести переговоры с министром МВД Турции об экстрадиции Панюшина на родину, которые окончились успешно, вследствие чего Виктор Панюшин был передан сотрудникам правоохранительных органов Российской Федерации и экстрадирован в Россию 21 декабря 2023 года, где ему был предъявлен ряд обвинений.
После экстрадиции, Виктор Панюшин в ходе допросов признал свой статус «вора в законе», однако вскоре изменил свои показания. Летом 2024 года он был привлечён в качестве свидетеля к уголовному делу криминальных авторитетов Виктора Страчкова по прозвищу «Страчок» и Сергея Морозова. По версии следствия, первого Виктор Панюшин рекомендовал назначить «смотрящим» за Рыльским, Глушковским, Хомутовским и Кореневским районами Курской области, а Морозов от имени Панюшина занимался рэкетом и вымогательством, собирая продукты питания, табачные изделия и деньги на пополнение криминального «общака» с жителей муниципалитетов. Выступая в суде Виктор Панюшин отрицал свою причастность к криминальному миру России и охарактеризовал себя как безработного пенсионера.